# Cun

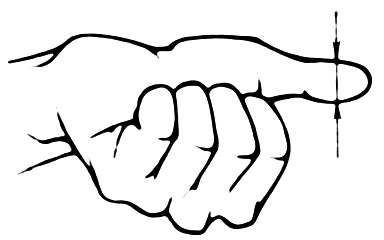
Bilden visar hur en cun ursprungligen beräknades som bredden av en tumme.

Cùn (kinesiska) eller sun (japanska) (寸, 'tumme') är en traditionell kinesisk och japansk längdenhet. Enheten är definierad som 1/10 chi/shaku; idag i Japan 3,03 cm, i Kina 3,33 cm.